# Mosia nigrescens
Mosia nigrescens is een vleermuis uit de familie der schedestaartvleermuizen (Emballonuridae) die voorkomt van Sulawesi via de Molukken, Nieuw-Guinea en nabijgelegen eilanden en de Bismarckarchipel tot de Salomonseilanden. M. nigrescens is de enige soort van het geslacht Mosia, dat nauw verwant is aan Emballonura en daar vaak toe wordt gerekend. Volgens sommige auteurs zijn Emballonura en Coleura nauwer verwant aan elkaar dan aan Mosia.
Mosia is gevonden op de eilanden Alcester, Ambon, Batjan, Batanta, Biak-Supiori, Bougainville, Buru, de Crednereilanden, Duke of York, Fauro, Gebe, Guadalcanal, Halmahera, de Kai-eilanden, Malaita, Manus, Mbanika, Mioko, Morotai, New Georgia, Nggela Sule, Nieuw-Brittannië, Nieuw-Guinea, Nieuw-Ierland, Nissan, Pavuvu, Salawati, Sanana, San Cristobal, Savo, Seram, Shortland, Sanana, Sulawesi, Ternate, Uki Ni Masi, Umboi, Vella Lavella en Woodlark. De soort wordt verdeeld in drie ondersoorten: nigrescens sensu stricto op Ambon, Buru en Ceram in de centrale Molukken, solomonis Thomas, 1904 in de Salomonseilanden en papuana Thomas, 1914 in de rest van het verspreidingsgebied. Op Nieuw-Guinea komt de soort van zeeniveau tot op 1000 m hoogte voor. Mosia foerageert vaak dicht bij huizen. Het dier roest in grotten en, anders dan Emballonura, ook tussen bladeren. Het dier roest ook vaker dan Emballonura in groepen met zowel mannetjes als vrouwtjes.
Mosia is een kleine schedestaartvleermuis met grote ogen en een korte snuit. Het gezicht is nauwelijks behaard. De vacht is lichtbruin. De penis is zeer lang. Vrouwtjes zijn groter dan mannetjes. De kop-romplengte bedraagt 32,1 tot 41,2 mm, de staartlengte 7,4 tot 11,9 m, de voorarmlengte 31,3 tot 35,5 mm, de tibialengte 10,6 tot 12,6 mm, de oorlengte 9,2 tot 13,2 mm en het gewicht 2,5 tot 4,1 g.